# Nicole Courcel
Nicole Courcel (pseudonim pentru Nicole Marie-Anne Andrieux; n. 21 octombrie 1931, Saint-Cloud - d. 25 iunie 2016) a fost o actriță franceză.
A urmat școala de actorie Cours Simon și a jucat primul rol  într-un film la vârsta de 16 ani. În 1949 primește rolul principal de la Jacques Becker în filmul Jugend von heute („Tinerii de azi”). Au urmat o serie de roluri într-o serie de filme franceze și germane unde a jucat rolul unei tinere fermecătoare. În 1959 a jucat alături de Heinz Rühmann în comedia Un om trece prin zid. Nicole Courcel a jucat de asemenea multe roluri în diferite piese de teatru sau în seriale TV.

## Filmografie

### Cinema
- 1947 : Antoine et Antoinette de Jacques Becker
- 1948 : Les Amoureux sont seuls au monde d'Henri Decoin
- 1948 : Aux yeux du souvenir de Jean Delannoy : Une élève du cours Simon
- 1949 : Rendez-vous de juillet de Jacques Becker : Christine Courcel
- 1949 : La Marie du port de Marcel Carné : Marie Le Flem
- 1951 : Gibier de potence de André Baud et Roger Richebé : Dominique
- 1951 : Les Amants de bras-mort de Marcello Pagliero : Monique Levers
- 1953 : Les Amours finissent à l'aube d'Henri Calef : Léone Fassler
- 1954 : Huis clos de Jacqueline Audry : Olga
- 1954 : Le Grand pavois de Jacques Pinoteau : Madeleine
- 1954 : Marchandes d'illusions de Raoul André : Maria
- 1954 : Le Collège en folie d'Henri Lepage : Lydia
- 1954 : Tata, mama, bona și eu (Papa, maman, la bonne et moi) de Jean-Paul Le Chanois : Catherine Liseray
- 1954 : Si Versailles m'était conté de Sacha Guitry : Madame de Chalis
- 1955 : Les Clandestines de Raoul André : Véronique Gaudin
- 1956 : Papa, maman, ma femme et moi de Jean-Paul Le Chanois Catherine Langlois
- 1956 : La Sorcière d'André Michel
- 1956 : Club de femmes de Ralph Habib : Nicole Leroy
- 1957 : Le Cas du docteur Laurent de Jean-Paul Le Chanois : Francine Payot
- 1957 : L'Inspecteur aime la bagarre de Jean Devaivre : Hélène Davault
- 1957 : La Peau de l'ours de Claude Boissol : Anne-Marie Ledrut
- 1959 : Un om trece prin zid (Ein Mann geht durch die Wand), regia Ladislao Vajda : Yvonne Steiner
- 1959 : La Belle et le Tzigane Jean Dréville et Márton Keleti : Georgina Welles
- 1960 Testamentul lui Orfeu (Le Testament d’Orphée ou ne me demandez pas pourquoi), regia Jean Cocteau : La mère maladroite
- 1961 : Le Passage du Rhin d'André Cayatte : Florence
- 1961 : Les Amours de Paris de Jacques Poitrenaud : Nicole Lasnier
- 1961 : Le Vergini di Roma de Carlo Ludovico Bragaglia et Vittorio Cottafavi : Lucilla
- 1961 : Les Petits Drames de Paul Vecchiali
- 1961 : Vive Henri IV... vive l'amour! de Claude Autant-Lara : Jacqueline de Bueil
- 1962 : Les Dimanches de Ville d'Avray de Serge Bourguignon: Madeleine
- 1962 : Konga Yo d'Yves Allégret : Marie
- 1963 : Verspätung in Marienborn de Rolf Hädrich : Nurse Kathy
- 1965 : Nick Carter et le trèfle rouge de Jean-Paul Savignac : Dora
- 1966 : Les Ruses du diable de Paul Vecchiali : La patronne de la guinguette
- 1966 : Les Créatures d'Agnès Varda
- 1967 : La Nuit des généraux d'Anatole Litvak : Raymonde
- 1972 : L'Aventure c'est l'aventure de Claude Lelouch : Nicole
- 1972 : L'étrangleur de Paul Vecchiali : Claire
- 1972 : Le Rempart des Béguines de Guy Casaril : Tamara
- 1973 : Un officier de police sans importance de Jean Larriaga : Fabienne
- 1974 : La Gifle de Claude Pinoteau : Madeleine
- 1975 : Thomas de Jean-François Dion : Florence, la mère
- 1979 : L'Esprit de famille de Jean-Pierre Blanc : Hélène

### Televiziune
- 1955 : Sherlock Holmes, de Jack Gage (Série TV)
- 1967 : La Parisienne, de Jean Kerchbron (Série TV) : Clotilde Dumesnil
- 1972 : Les Boussardel, de René Lucot (Sérei TV) : Agnès Boussardel
- 1973 : L'Araignée, de Rémy Grumbach (Téléfilm) : Jeanne Bulle
- 1973 : Témoignages (Série TV) : La voyante
- 1974 : Madame Bovary, de Pierre Cardinal (Téléfilm) : Emma Bovary
- 1979 : Au théâtre ce soir (Série TV)
- 1981 : Quatre femmes, quatre vies (Série TV)
- 1981 : Non-Lieu, de Bruno Gantillon (Téléfilm) : Solange
- 1983 : Credo, de Jacques Deray (Téléfilm) : Olga Talberg
- 1983 : Dialogues des carmélites, de Pierre Cardinal (Téléfilm) : Mère Marie de l'Incarnation
- 1984 : Allô Béatrice, de Jacques Besnard (Série TV) : Béatrice Roussel
- 1986 : La Vallée des peupliers (Série TV) : Jacqueline de Lorenzi
- 1994 : La Milliardaire, de Jacques Ertaud (Téléfilm) : Irène
- 1994 : Les Cinq Dernières Minutes, (Série TV) : Élise
- 1999 : Le Destin des Steenfort, de Jean-Daniel Verhaeghe (Téléfilm) : Margrit Steenfort
- 2003 : Les Thibault, de Jean-Daniel Verhaeghe (Série TV) : Violette
- 2004 : Milady, de Josée Dayan (Téléfilm) : Jeanne De Breuil